# Аладин (герой на Дисни)
Аладин (на английски: Aladdin) е измислен герой от 31-вия пълнометражен анимационен филм на Уолт Дисни Пикчърс Аладин (1992), базиран на едноименната приказка от Близкия Изток. Героят е озвучен от американския актьор Скот Уайнгър, с вокални изпълнения от Брад Кейн. Аладин участва и в двете продължения, издадени директно на видео - Завръщането на Джафар (1994) и Аладин и царят на разбойниците (1996), както и в анимационния сериал, базиран на филма от 1992 г. Мена Масуд изпълнява ролята на Аладин в игралната адаптация на оригиналния филм от 1992 г.
Когато е представен първоначално, Аладин е на осемнадесет години. Той никога не получава образование и се учи сам, като живее по улиците на Аграба. Аладин трябва да краде храна от местния пазар, за да оцелее. Той е син на Касим и неговата съпруга. Когато Аладин е само бебе, баща му напуска него и майка му, за да намери по-добър живот за семейството си.

## Разработване
Един от първите проблеми, с които аниматорите се сблъскват по време на производството на Аладин, е изобразяването на самия Аладин. Режисьорът и продуцент Джон Мъскър обяснява: "В ранните разработки изглеждаше по-млад и имаше майка в историята. [...] В дизайна стана по-атлетично изглеждащ, по-пълен, приличаше на тийнейджър". Планувано е героят да бъде на 13 години, но в крайна сметка възрастта му се променя на 18.
Главният аниматор на персонажа Глен Кийн използва различни части на тийнейджърски идоли и филмови актьори, за да нарисува физиката на Аладин. Основното вдъхновение за появата му първоначално е Майкъл Джей Фокс в Завръщане в бъдещето, но по-късно е променено на Том Круз. Кийн основава движението на панталоните на Аладин върху рапъра Ем Си Хамър. Някои казват, че тази концепция за героя го прави твърде съвременен за обстановката на филма.

## Характеристики
Аладин е нарисуван с големи очи, като тези на други герои на Дисни, за да се подчертае невинността му. Линиите на тялото му са по-заоблени, отколкото е обичайно за героите на Дисни. Прилича на модерно 18-годишно момче, с изключение на дрехите си. Във филма често е описван като уличен хлапак.
Аладин е представен като бърз и в крайна сметка грижовен човек. Подобно на повечето главни герои от мъжки пол на Дисни, той е героичен младеж, който се стреми да спечели привързаността на много други герои, което показва неговата несигурност. Той не е над лъжата и кражбата, макар и никога със злонамерени намерения, но за да оцелее. Най-голямата разлика от нормата е, че за разлика от повечето герои на Дисни от мъжки пол той е изпълнител, а не пасивен персонаж.
Като уличен хлапак той носи червен фес, лилава жилетка и ходи бос; героят запазва този външен вид дори в анимационния сериал след годежа си с Жасмин.

## Изяви

### Аладин
В първия филм уличният хлапак Аладин среща момиче на пазара. От пръв поглед Аладин се влюбва дълбоко в момичето, но попада в беда, когато срещата им е прекъсната от стражарите, които го арестуват. Девойката разкрива, че всъщност е принцеса Жасмин. Въпреки усилията ѝ да поиска от стражарите незабавно да освободят Аладин, те ѝ казват, че първо трябва да се разправи с Джафар, за да го освободи.
В затвора Аладин среща възрастен мъж (който всъщност е дегизираният Джафар), който споменава пещера, пълна със съкровища и че има нужда от Аладин, за да влезе в нея. Старецът разкрива таен изход, а Аладин избягва с него и го следва в пустинята. Аладин влиза в Пещерата на чудесата, където среща разумен вълшебен килим и му е заповядано да вземе само магическа лампа. Той го получава, но грабването на гигантски скъпоценен камък от Абу кара пещерата да се срути. Аладин, Абу и килимчето са оставени в пещерата. Абу дава лампата на Аладин и когато я потърква, се появява гигантски син джин, който казва на Аладин, че ще изпълни три желания. След като напуска рухналата пещера с помощта на Джина, той решава да стане принц, за да спечели сърцето на Жасмин.

### Завръщането на Джафар
В първото продължение, издадено директно на видео, Завръщането на Джафар (1994) Жасмин започва да поставя под въпрос любовта си към Аладин, чудейки се дали е двуличен лъжец, след като спасява Яго, бившия папагал на Джафар, измъчвал баща ѝ. Междувременно Джафар е освободен от лампата си от бандита на име Абисмол и веднага планира отмъщението си срещу Аладин.

### Аладин(сериал)
Създаден е анимационния сериал за Дисни Ченъл и Туун Дисни, който се излъчва от 1994 до 1996 г. въз основа на оригиналния филм от 1992 г. Сериалът продължава от там, където Завръщането на Джафар приключва, като Аладин все още живее по улиците на Аграба, сгоден за Жасмин.
В епизода Изгубените е показано, че Аладин е имал приятел от детството на име Амал. Епизодът Изглеждат като стари престъпления представя, че когато Аладин е на шестнайсет години, попада с група циркови артисти, където среща домашната си маймунка Абу. Абу е кафява малка маймуна.

### Аладин и царят на разбойниците
Във второто продължение, издадено директно на видео / DVD, и третия филм от поредицата, Аладин и царят на разбойниците Аладин открива, че отдавна изчезналият му баща Касим е все още жив и тръгва да го открие. Касим е напуснал семейството малко след раждането на сина си. Майката на Аладин умира, когато той е само дете. В кулминацията на филма Жасмин и Аладин най-накрая се женят и Аладин се помирява с баща си. Завръщането на Джафар и Аладин и царят на разбойниците заедно служат като пролог и епилог съответно за телевизионния сериал Аладин.

### Аладин(филм, 2019)
В игралната адаптация на филма от 1992 г. ролята на Аладин е изиграна от Мена Масуд. Сюжетът проследява историята на Джина, който приема човешка форма, докато разказва историята на уличния хлапак на име Аладин, който се влюбва в принцеса Жасмин, сприятелява се с Джина, който изпълнява желанията му, и се изправя срещу заговорника Джафар.